# Prosinec
Prosinec es una localidad de Croacia en el municipio de Dubravica, condado de Zagreb.

## Geografía
Se encuentra a una altitud de 150 m s. n. m. a 34,5 km de la capital nacional, Zagreb.

## Demografía
En el censo 2011, el total de población de la localidad fue de 93 habitantes.
Según estimación 2013 contaba con una población de 90 habitantes.